# Harold Lloyd

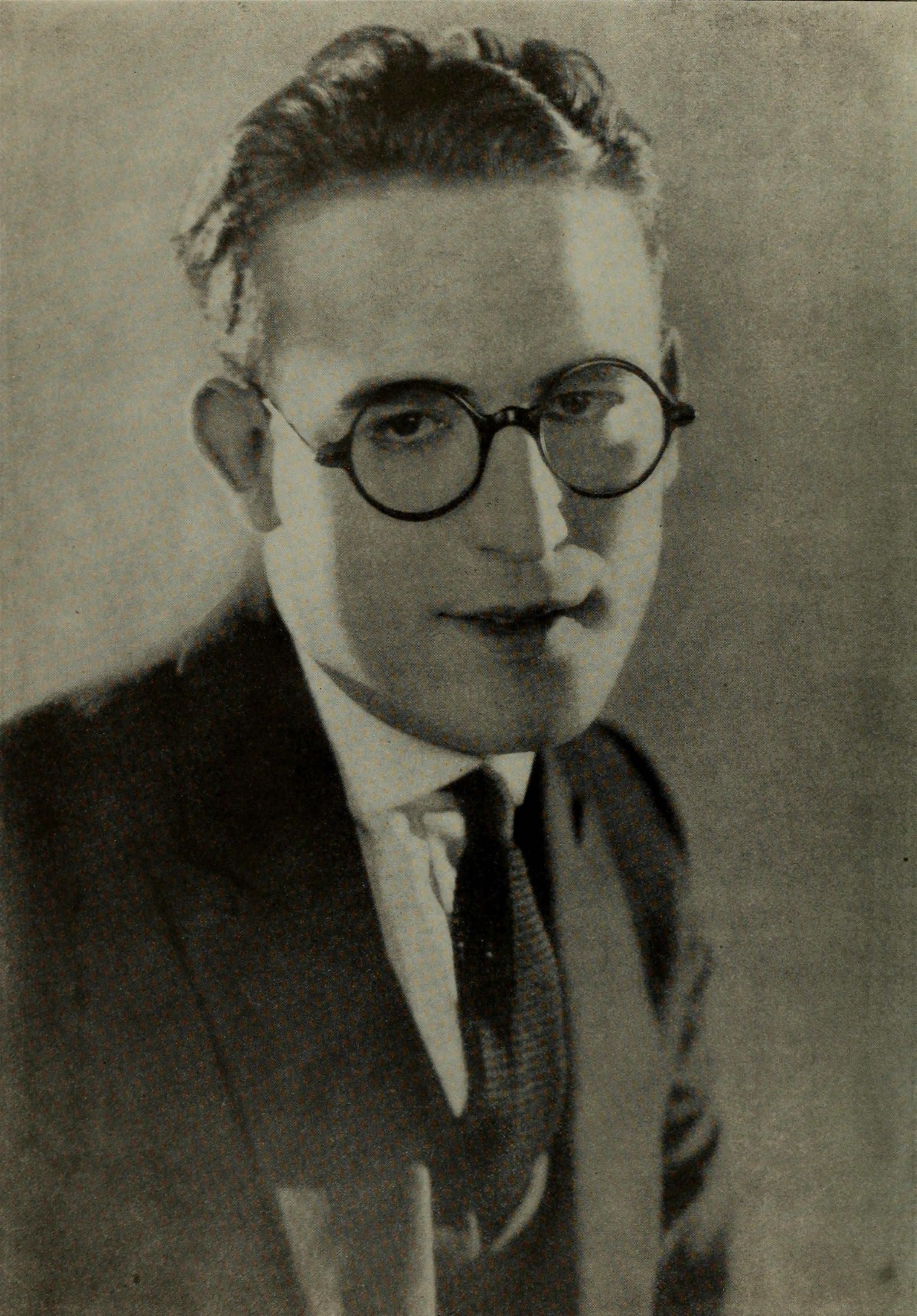
Harold Lloyd (1922)

Harold Clayton Lloyd (* 20. April 1893 in Burchard, Nebraska; † 8. März 1971 in Beverly Hills, Kalifornien) war ein US-amerikanischer Schauspieler, Komiker und Filmproduzent, der auch an Gags und Regie seiner Filme Anteil hatte. Zwischen 1913 und 1947 spielte er in rund 200 Filmen, wobei er seinen künstlerischen und kommerziellen Höhepunkt in den 1920er-Jahren erreichte.
Neben Charlie Chaplin und Buster Keaton gilt Lloyd als einer der drei großen Komiker des Stummfilms. Die Filmfigur, die ihn berühmt machte, war sein Glasses Character – ein junger Mann mit Brille, welcher nach Erfolg und Glück sucht. Markenzeichen seiner Filme waren ausgedehnte Verfolgungsjagdszenen und akrobatische Meisterstücke, speziell das Klettern an Wolkenkratzern in schwindelnder Höhe. Legendär wurde das Bild aus Ausgerechnet Wolkenkratzer!, wie er am Zeiger der Uhr eines Hochhauses hängt, die Straßen tief unter sich. Lloyd, der viele seiner Stunts selbst ausführte, war Gründungsmitglied der Academy of Motion Picture Arts and Sciences. 1953 erhielt er den Ehrenoscar für sein Lebenswerk.

## Leben

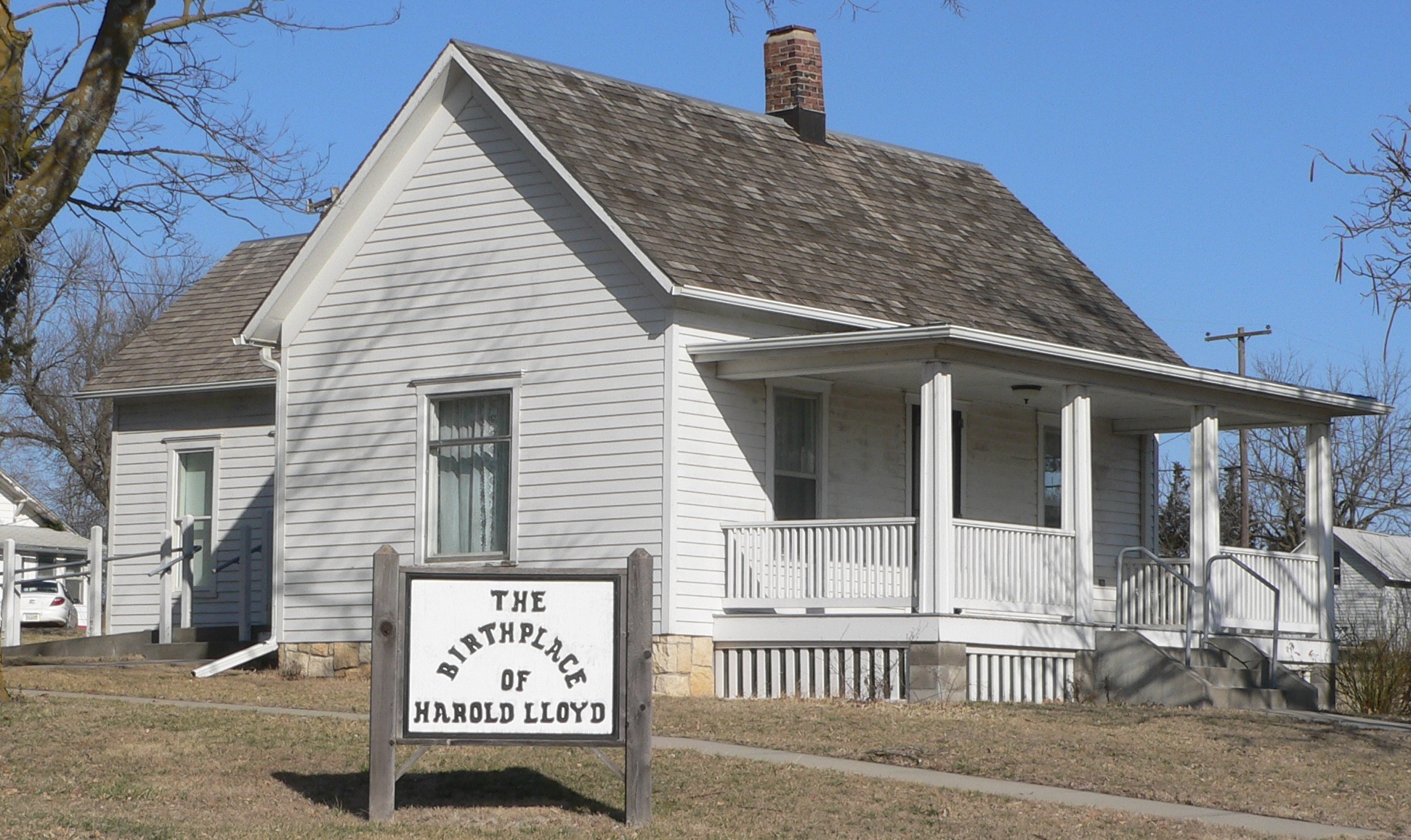
Geburtshaus von Harold Lloyd in Burchard

Harold Lloyd wurde als Sohn von James Darsie Lloyd (1864–1947) und Elizabeth Fraser Lloyd (1868–1941) im kleinen Dorf Burchard (Nebraska) geboren. Er hatte einen Bruder, Gaylord Lloyd (1888–1943), der später in mehreren seiner Filme mitwirkte, vor allem als Harolds Doppelgänger in His Royal Slyness. 1921 war Gaylord sogar Hauptdarsteller einer Handvoll von Komödien-Einaktern.
Der junge Harold ging in Denver und San Diego zur Schule und erhielt zusätzlich Unterricht in der School of Dramatic Art, San Diego. Auf der Suche nach Arbeit zog seine Familie häufig um. Anfangs erledigte Lloyd oft Hilfsarbeiten für Wandertheatertruppen, um Geld zu verdienen. Im Alter von zwölf Jahren stand er das erste Mal als Little Abe in Tess von den d’Urbervilles selbst auf der Bühne.

### Stummfilm (1913–1928)

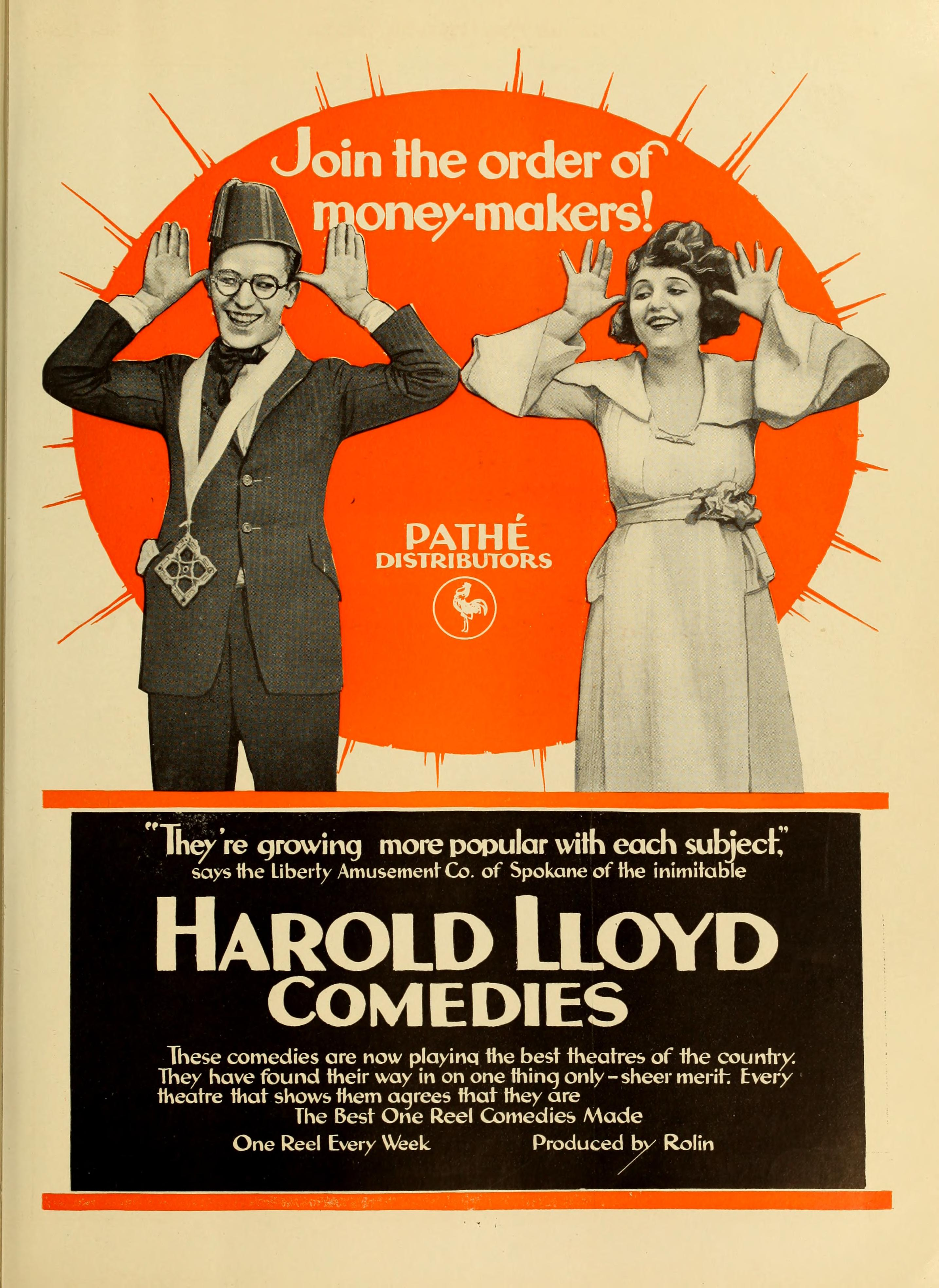
„The Best One Reel Comedies Made“: Anzeige in Moving Picture World vom Juni 1919, rechts Bebe Daniels

Seine eigentliche Karriere begann Lloyd 1913 als Statist für die Edison-Filmgesellschaft und wenig später die Universal Studios, wo er Hal Roach kennenlernte. Dieser war 1914 Mitbegründer der auf kurze Komödien spezialisierten Firma Rolin, für die er Lloyd mit an Bord holte. Unter der Regie von Roach trat der angehende Komiker in einigen Kurzfilmen um den Charakter Willie Work (Wortspiel: „Will he work?“) auf, die keine Erfolge waren und von denen nur einer, Just Nuts, als erhalten gilt. Wegen Meinungsverschiedenheiten bezüglich der Bezahlung wechselte Lloyd bald zu Mack Sennetts Keystone, während Roach, der keinen adäquaten Ersatz für Lloyd finden konnte, sich eine Zeitlang als Regisseur für die Essanay verdingte.
Bei Keystone wurde Lloyd zumeist in Statistenrollen besetzt, so z. B. in Love, Loot and Crash als Händler, dessen Obstkarren ständig über den Haufen gefahren wird. Etwas mehr zu tun hatte er als einer von Miss Fatty’s Seaside Lovers, als der er den in Frauenkleidern agierenden Fatty Arbuckle umgarnen durfte. Seinen wahrscheinlich größten Part bei Keystone hatte Lloyd in dem Kurzfilm Court House Crooks als zu Unrecht verdächtigter junger Mann, eine Rolle, die er völlig ernsthaft, ohne einen Anflug von Komik, absolvierte.
Als die Firma Pathé für den Vertrieb gewonnen werden konnte, rauften sich Lloyd und Roach Mitte 1915 als Rolin Phunphilm Company wieder zusammen. Eine Serie von Stummfilmkomödien, in deren Mittelpunkt der an Charlie Chaplin orientierte Charakter Lonesome Luke stand, brachte Lloyd nun seine ersten Erfolge. Die meisten dieser fließbandartig produzierten Einakter – bekannt sind auch einige wenige Zweiakter mit der Figur – gelten heute als verloren, der bekannteste von den erhaltenen ist Luke’s Movie Muddle.
Mit dem Luke-Kurzfilm Giving Them Fits waren Ende 1915 Bebe Daniels und Snub Pollard zu Lloyd gestoßen, die bis zum Ende der Dekade die wichtigsten Partner des Komikers bleiben sollten. Daniels war in den Filmen das Mädchen, das es zu erobern galt, Pollard normalerweise der Gegenspieler. Zu weiteren häufigen Lloyd-Mitstreitern wurden der bullige Bud Jamison (von 1916 bis 1919), der kleinwüchsige Sammy Brooks (von 1916 bis 1924) sowie vor allem Noah Young (von 1918 bis 1934), der in der Regel als begriffsstutziger Muskelprotz besetzt war.
Nach etlichen Kurzfilmen wurde Luke Ende 1917 aufgegeben und Lloyd entwickelte stattdessen die Leinwandfigur, mit der er berühmt wurde: Er ließ das Make-up weg und legte sich eine kreisrunde Hornbrille, einen Strohhut und den konventionellen Anzug eines jungen Angestellten zu (als Kopfbedeckung konnte alternativ auch eine Schiebermütze oder seltener ein Zylinderhut dienen). Charakterlich bot die im Kurzfilm Over the Fence (1917) eingeführte neue Figur anfangs jedoch kaum einen Unterschied zum Vorgänger: Lloyd spielte weiterhin einen ungeschliffenen Draufgänger und ließ den romantisch angehauchten Gentleman späterer Jahre vorerst nur sporadisch durchscheinen. So verfügte ein Film wie z. B. Why Pick on Me? (1918) zwar bereits über Tempo, Einfallsreichtum und Gagdichte späterer Werke, litt jedoch gleichsam unter einem Helden, der mit seinem rüpelhaften Auftreten wenig zur Identifikation einlud.
Die nur schleppende Weiterentwicklung des Komikers bewog letztlich auch seine Partnerin und Geliebte, Bebe Daniels, sich nach zahllosen Kurzfilmen von ihm zu trennen und stattdessen in Cecil B. DeMilles Salonkomödien mitzuwirken. Sie wurde 1919 durch Mildred Davis ersetzt, die in insgesamt fünfzehn Filmen, beginnend mit From Hand to Mouth, mitwirkte, bevor sie nach ihrer Heirat mit Lloyd im Jahr 1923 auf dessen Wunsch hin ihre Filmkarriere aufgab. Ihre Nachfolgerin in insgesamt sechs Langfilmen (von Why Worry? bis The Kid Brother) war Jobyna Ralston, die einigen Quellen zufolge auch im realen Leben eine Zeitlang Harolds „love interest“ war.
Snub Pollard verabschiedete sich kurz nach Bebe Daniels für eine eigene Kurzfilm-Reihe bei Roach, nachdem Lloyd aufgrund eines schweren Unfalls für unbestimmte Zeit pausieren musste: Während der Dreharbeiten zu Haunted Spooks war am 23. August 1919 bei Werbeaufnahmen eine versehentlich scharfe Bombe explodiert. Dabei verlor Lloyd an seiner rechten Hand zwei Finger sowie vorübergehend sein Augenlicht. Nach viereinhalb Monaten konnten die Dreharbeiten weitergehen, die verkrüppelte Hand wurde fortan in allen Filmen durch Spezialhandschuhe kaschiert, was dem Kinopublikum nie auffiel.
Ende 1919, seit Bumping Into Broadway, hatte sich die Länge von Lloyds Filmen auf zwei Rollen verdoppelt (ca. 20–25 Minuten), was mit einer erkennbaren Qualitätssteigerung und Lloyds endgültigem Durchbruch als Komiker von Rang einherging. Der ursprünglich als Zweiakter geplante Film A Sailor-Made Man (1921) schließlich wuchs während der Dreharbeiten zu einer Dauer von ca. 45 Minuten an und wird oft als sein erster Langfilm gewertet. Lloyd selbst gestand diese Bezeichnung erst seinem nächsten Werk zu, Grandma’s Boy (1922). Dieser Film verhalf dem Rollentypus zum Durchbruch, mit dem Lloyd heute identifiziert wird (obwohl er nicht darauf festgelegt war): ein von seinen Mitbürgern unterschätzter Durchschnittsmann, der manche Demütigung ertragen muss, bevor er es mit Gewitztheit, körperlicher Agilität und unerschütterlichem Aufstiegswillen allen zeigt.

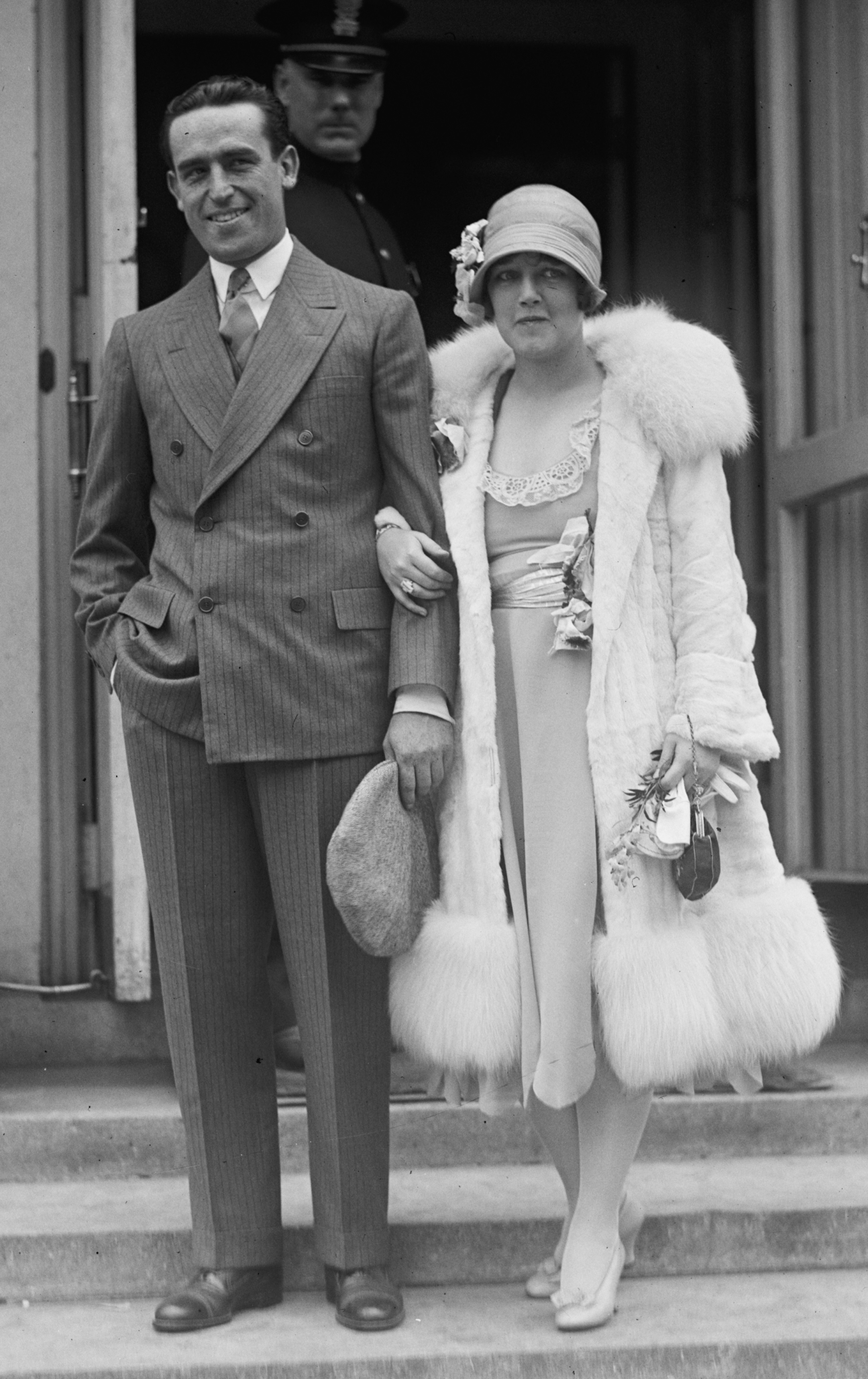
Harold Lloyd und seine Ehefrau sowie Filmpartnerin Mildred Davis (1925)

Mit Safety Last kam 1923 Lloyds wohl bekanntester Film in die Kinos, der seine typische Hochhaus-Kletterei, die hier zugleich den Aufstieg der Filmfigur symbolisiert, perfekt in die Handlung integriert. Auch die berühmte Szene, in der der Komiker am Zeiger einer Uhr hängt, stammt aus diesem Film. Als weiteres Hauptwerk gilt The Freshman (1925, später Hauptbestandteil des Kompilationsfilms Harold Lloyd’s Funny Side of Life), in dem Lloyd einen verlachten Studenten spielt, der schließlich zum Football-Star des College-Teams avanciert. Beim breiten Publikum zu Unrecht weniger bekannt ist The Kid Brother (1927) mit Lloyd als vermeintlichem Weichling im Wilden Westen, der von vielen Kritikern und Fans als das eigentliche Meisterwerk des Komikers angesehen wird. Erwähnenswert ist zudem die Verfolgungsjagd aus der Liebeskomödie Girl Shy (1924), die zu den spektakulärsten der Filmgeschichte gehört. Insgesamt entstanden zehn (oder elf, je nach Sichtweise) stumme Langfilme, die Harold Lloyds heutigen Ruhm als einer der „Großen Drei“ der Stummfilmkomödie begründeten.

### Tonfilm (1929–1951)
Ab 1929 begann Lloyd, Tonfilme zu drehen. Im Gegensatz zu vielen seiner Kollegen bereitete ihm der Übergang zum neuen Medium zunächst keine Probleme. Sein erster Tonfilm Welcome Danger, von dem auch eine stumme Version mit teils alternativem Material existiert, wurde trotz einiger Längen zumindest in kommerzieller Hinsicht ein voller Erfolg. Im Folgejahr schlug der Versuch, künstlerisch an Safety Last anzuknüpfen, mit Feet First fehl: der Ton brachte eine zu realistische Note ins Spiel, sodass der Thrill letztlich die Komik überlagerte. Dennoch wird dieses Werk zusammen mit seinem letzten Kassenerfolg Movie Crazy sowie The Milky Way heute als Lloyds bester Tonfilm gewürdigt.
Im Laufe der 1930er-Jahre ließ die Popularität Lloyds stark nach, da das Publikum der Depressionszeit sich mit seinem um sich selbst kreisenden Rollentypus nicht mehr identifizieren konnte. Nach dem kommerziellen Misserfolg seines sechsten Tonfilms Professor Beware gab er 1938 das Schauspielern vorerst auf und versuchte sich anschließend als Produzent der Komödien A Girl, a Guy, and a Gob (1941) und My Favorite Spy (1942). 1944/45 war er Gastgeber der NBC-Radiosendung The Old Gold Comedy Theater.
1947 konnte ihn Komödienregisseur und -autor Preston Sturges noch einmal zu einem vielversprechenden Filmprojekt überreden: Die Screwball-Komödie The Sin of Harold Diddlebock knüpfte an das Ende von The Freshman an und war als krönender Abschluss von Lloyds Karriere gedacht. Während der Dreharbeiten kam es jedoch zu ständigen Meinungsverschiedenheiten zwischen Lloyd und Sturges, zwei Meistern ihres Fachs mit jeweils ausgeprägter Persönlichkeit, sodass schließlich keiner der beiden mit dem Endprodukt zufrieden war. An den Kinokassen erwies sich der Film letztlich als herber Flop, ebenso wie eine von Produzent Howard Hughes gestraffte und mit Alternativmaterial versehene Version, die 1950 unter dem Titel Mad Wednesday veröffentlicht wurde. Die Uneinheitlichkeit dieses historisch interessanten Films spiegelt sich bis heute in seiner sehr unterschiedlichen Rezeption wider.

### Spätes Leben und Privates

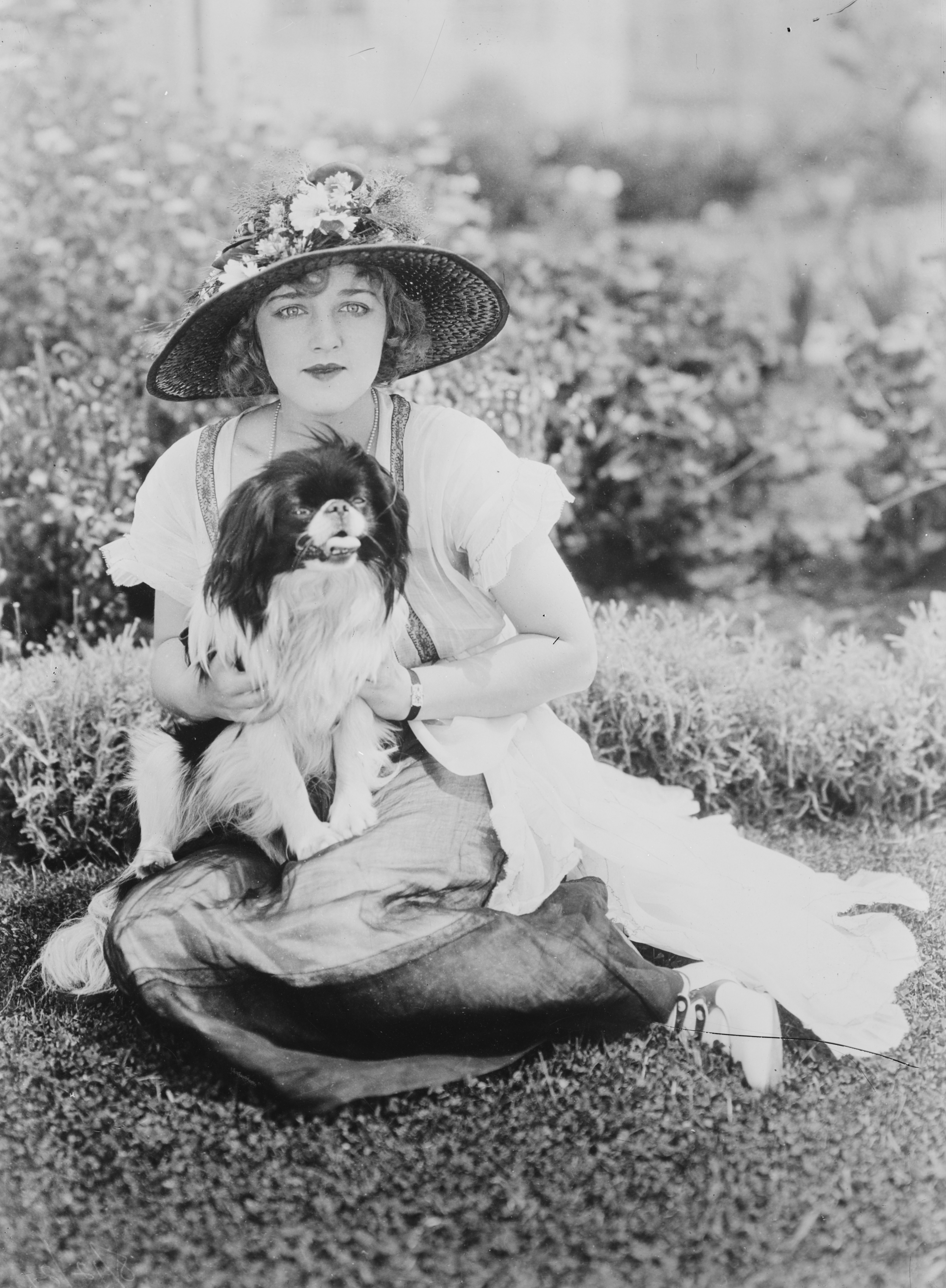
Mildred Davis

In den 1950er-Jahren zog sich der nach wie vor sehr wohlhabende Lloyd endgültig ins Privatleben zurück. Seit Februar 1923 war er mit seiner langjährigen Filmpartnerin Mildred Davis (1901–1969) verheiratet, mit der er drei Kinder hatte: Gloria (1924–2012) und Harold (1931–1971), der seinen Vater nur um drei Monate überlebte und an der Seite seiner Eltern bestattet wurde. Sie adoptierten zudem im Jahre 1930 Marjorie (1925–1986). Glorias Tochter Susan leitete später die „Harold Lloyd Entertainment“, die sich um Lloyds Nachlass kümmert.
1925 wurde Lloyd in den Bund der Freimaurer aufgenommen; seine Loge, die Alexander Hamilton Lodge No. 535, liegt in Hollywood. Zudem bekleidete er ab 1963 das Amt des Präsidenten der Shriners. Lloyd engagierte sich außerdem für die Republikanische Partei. Zu seinen Hobbys gehörten die Akt- und 3D-Fotografie. Privat experimentierte der Komiker auch mit Farbfilmen; die ersten beiden wurden auf Green Acres, seinem riesigen Grundstück in Beverly Hills, gedreht, gelangten aber nie ans Licht der Öffentlichkeit.
Im Jahre 1960 fungierte er als Jurypräsident der zehnten Berlinale. Gegen Ende seines Lebens produzierte Lloyd, dessen Autobiografie bereits 1928 erschienen war, noch zwei Dokumentarfilme, die unter anderem aus Szenen seiner alten Komödien bestanden: Harold Lloyd’s World of Comedy (1962) und Harold Lloyd’s Funny Side of Life (1963). Diese Kompilationsfilme weckten ein erneutes Interesse an der Arbeit des Komikers, aus rechtlichen Gründen war es jedoch erst 1974 – nach Lloyds Tod – möglich, seine Filme in ihrer integralen Fassung wiederaufzuführen. Der Time-Life-Konzern hatte die Rechte erworben und wertete die Filme im Kino sowie im Fernsehen erneut aus. Lloyd hatte sich lange dagegen gesperrt, seine Filme ohne weitere Bedingungen an das Fernsehen oder an die Kinos zu verkaufen, weil er zum Beispiel durch Werbeblöcke oder Zusammenschnitte eine Zerstörung seiner Filme fürchtete. Seine Filme waren deshalb lange nur wenig zugänglich.
Harold Lloyd starb im Alter von 77 Jahren am 8. März 1971 an Prostatakrebs. Er liegt auf dem Friedhof Forest Lawn Memorial Park in Glendale, Kalifornien, begraben.

## Bewertung und Stil
Zusammen mit Charlie Chaplin und Buster Keaton gilt Lloyd als einer der drei großen Stummfilmkomiker. In der Rangfolge nimmt er meist nur den dritten Platz ein und ist heute weniger bekannt als Chaplin und wohl auch Keaton, obwohl er in den 1920er-Jahren mit seinen Komödien der finanziell erfolgreichste der drei gewesen war: Seine Filme spielten drei- bis fünfmal so viel ein wie die zeitgleich veröffentlichten Keaton-Werke, während Chaplin zwar der noch größere Kassenmagnet war, seinen Filmausstoß nach 1923 allerdings radikal reduziert hatte.
Im Gegensatz zu seinen beiden Kollegen stammte Lloyd aus keiner Künstlerfamilie. Er hatte auch keine Wurzeln im Vaudeville, weshalb er sich nicht in erster Linie als Komiker, sondern vielmehr als Schauspieler betrachtete. Im Gegensatz zu den „angeborenen Komikergenies“ Chaplin und Keaton musste Lloyd hart dafür arbeiten, überhaupt komisch zu sein. Sein Produzent und Freund Hal Roach nannte ihn später den „bestmöglichen Schauspieler, um einen Komiker zu spielen“. Erst in einem langen Prozess bewegte Lloyd sich vom einfachen Chaplin-Imitator zum Starkomiker mit seinem eigenständigen Glasses Character. Im Gegensatz zu Chaplin und Keaton mit ihren exzentrischen Außenseiter-Figuren des Tramps und des „Stoneface“ spielte Lloyd eher einen „Durchschnittstyp“. Oft ist sein Glasses Character zu Beginn eines Filmes hilflos und ängstlich, entwickelt aber im Laufe der Handlung Mut und findet schließlich Glück, Erfolg und eine Frau. Orson Welles befand, Lloyd sei gerade wegen seiner All-American-Boy-Figur unterschätzt. Laut Ed Park sei an seiner Figur zwar nicht so viel offensichtlich Poetisches wie bei Chaplin oder Keaton, vielleicht sei die Poesie bei Lloyd aber auch nur subtiler.
Die enorme Popularität Lloyds in den 1920er-Jahren lässt sich wohl auch durch seinen „Glauben an den Erfolg des Tüchtigen“ erklären, der in dieses Jahrzehnt passte. Das Lexikon des Internationalen Films analysierte, dass späteren, skeptischeren Generationen gerade deshalb der Zugang zu Lloyd schwerer fiel: „Wo der Gag Mittel zum sozialkritischen Zweck sein mußte, war der Lloydsche Gag als Mittel zum Gelächter zwar noch immer unwiderstehlich, durfte aber wegen seines Mangels an Protesthaltung nicht die höheren Weihen erhalten. So rollte die Welle der Slapstick-Renaissance über einen der Meister des Genres hinweg (…)“ In Deutschland habe es erst in den 1980er-Jahren durch das Fernsehen eine gewisse, verdiente Wiederentdeckung gegeben. Der Filmkritiker Kevin B. Lee argumentierte, dass Lloyd heute relevanter als Chaplin oder Keaton sei, denn während diese beiden Komiker ihre eigene Welt inszeniert hätten, würde der realitätsnähere Filmcharakter Lloyds gefährlich in der unseren leben. Obwohl der Glasses-Character aus den 1920er-Jahren stamme, zeugten seine Aktionen von Schrecken und Hilflosigkeiten der sozialen Mobilität.
Bei den meisten seiner Filme ab den 1920er-Jahren übte Lloyd, obwohl er sich nie als Regisseur oder Autor im Vorspann nennen ließ, auch in vielen Bereichen hinter der Kamera großen Einfluss aus. Auch wenn er kaum den filmhistorischen Einfluss eines Keaton oder gar Chaplin hat, lassen sich auch bei ihm durchaus Neuerungen und Einflussnahme auf die Filmgeschichte erkennen: Bei Grandma’s Boy (1922) brach er als einer der ersten Komiker (nach Chaplins The Kid) mit den damals üblichen Komödienkonventionen und fügte eine melodramatische Handlung in die Komödie ein. Werke wie Girl Shy und Safety Last! verfestigten die Grundlagen bereits bestehender Genres wie der Action- oder Romantischen Komödie. Bei The Kid Brother und Safety Last setzte er auch damals neuartige Kameraperspektiven ein.
Als Lloyds Markenzeichen, das ihn auch von anderen Komikern abhob, galt das Klettern auf Wolkenkratzern, das er zwischen 1919 und 1947 in insgesamt sechs Filmen praktizierte. Obwohl der berühmteste davon, Safety Last!, eigentlich eine Komödie war, beschäftigten einige Kinobesitzer bei der Vorstellung Krankenschwestern, die sich bei den Kletterszenen im Notfall um geschockte Zuschauer kümmern sollten. Für diesen Filmtypus, den Lloyd zwar nicht begründete (siehe z. B. den Kurzfilm Dunces and Dangers von Larry Semon), aber zur Perfektion führte, wurde der Begriff Thrill Comedy geschaffen.
Über das Leben und Werk von Harold Lloyd, seine Bedeutung für die Comedy und insbesondere das Slapstick-Genre sowie seine Relation zu den anderen großen Komikern seiner Zeit wurde 2017 von dem deutschen Autor und Regisseur Andreas Baum im Auftrag von ZDF/ARTE eine internationale TV-Dokumentation mit dem Titel „Harold Lloyd: Hollywoods zeitloses Comedy-Genie“ (englischer Titel: „Harold Lloyd: Hollywood´s Timeless Comedy Genius“) produziert. Der Film präsentiert neben zahlreichen Filmausschnitten u. a. viele bis dato unveröffentlichte Fotos, Dokumente und Interviews, z. B. mit Familienangehörigen, Freunden und anderen Komikern sowie zahlreiche seltene Privataufnahmen des Stars und ist seit 2017 in einem längeren „Director’s Cut“ mit zusätzlichem Bonusmaterial auch auf DVD erhältlich.

## Ehrungen

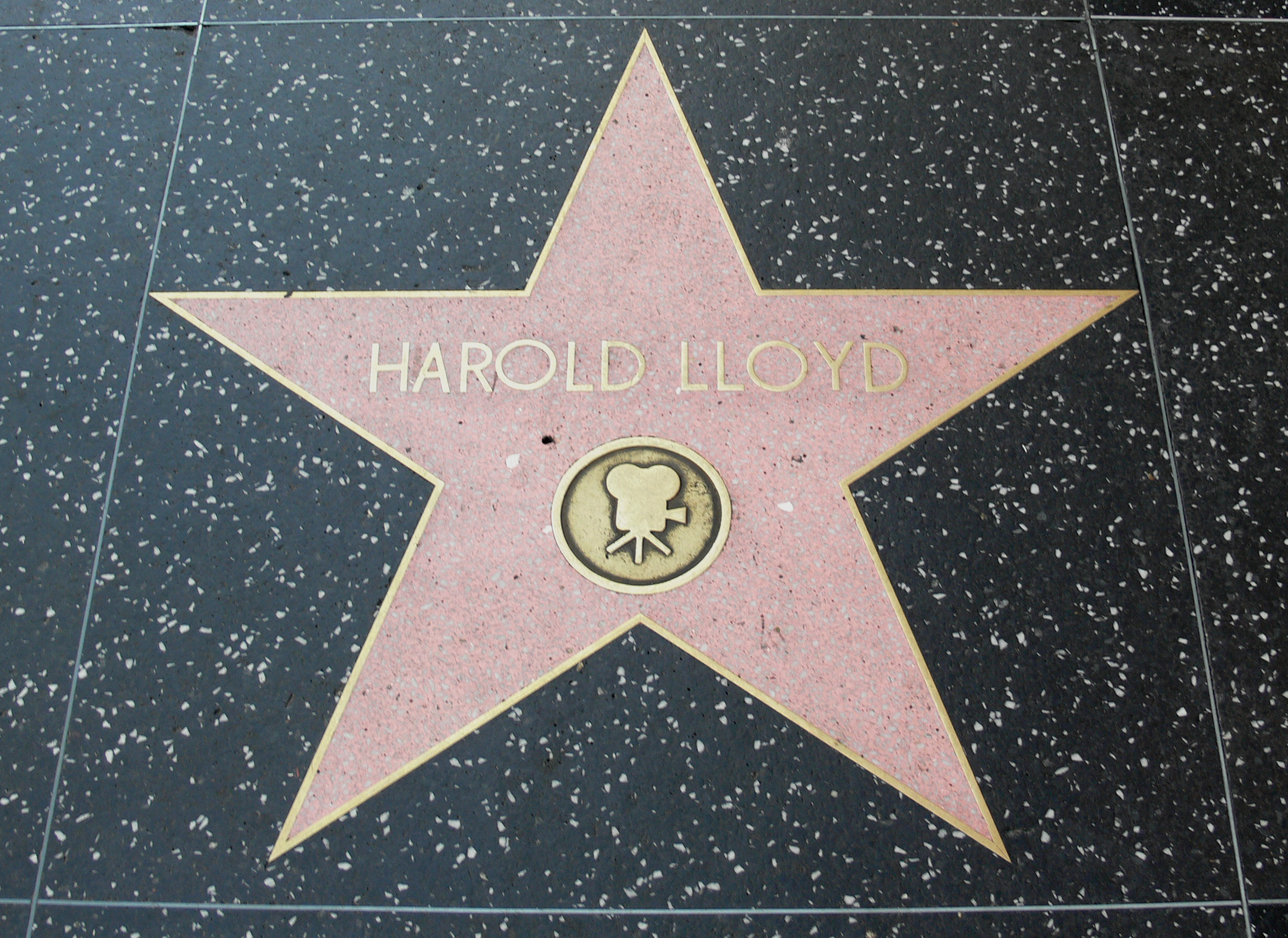
Stern auf dem Walk of Fame

- 1951 wurde Lloyd für einen Golden Globe als Bester Schauspieler für Mad Wednesday nominiert.
- 1953 erhielt Lloyd den Ehren-Oscar als „herausragender Komödiant und guter Bürger“ (Master comedian and good citizen). Der Zusatz good citizen spielte auf Charlie Chaplin an, der wegen seiner angeblichen Nähe zum Kommunismus in jener McCarthy-Ära als nicht mehr tragbar galt und dem die Wiedereinreise in die USA verweigert wurde.[16]
- 1960 erhielt Lloyd einen Stern auf dem Walk of Fame (Nähe 6840 Hollywood Blvd. und 1501 Vine Street) in Hollywood.
- 1994 veröffentlichte der United States Postal Service eine 29-Cent-Briefmarke zu Ehren des Komikers (entworfen von Al Hirschfeld).

## Filmografie

### Frühwerke (Auswahl)
- 1914: The Patchwork Girl of Oz
- 1915: Just Nuts
- 1915: Love, Loot and Crash
- 1915: Miss Fatty’s Seaside Lovers
- 1915: Court House Crooks
- 1915: Giving Them Fits
- 1916: Luke’s Movie Muddle

### „Brillen“-Kurzfilme (Auswahl)
Einakter (ca. 10–15 Min.):
- 1917: Over the Fence
- 1917: Bliss
- 1917: All Aboard
- 1917: Move On
- 1918: Hey There!
- 1918: Are Crooks Dishonest?
- 1918: Why Pick on Me?
- 1918: Take a Chance
- 1919: Going! Going! Gone!
- 1919: Ask Father
- 1919: Look Out Below
- 1919: Frühlingsgefühle (Spring Fever)
- 1919: Billy Blazes, Esq.
- 1919: Just Neighbors
- 1919: A Jazzed Honeymoon
- 1919: Count Your Change
- 1919: Pay Your Dues

Zwei- und Dreiakter (ca. 20–40 Min.) (komplett):
- 1919: Bumping Into Broadway
- 1919: Captain Kidd’s Kids
- 1919: Von der Hand in den Mund (From Hand to Mouth)
- 1920: Der falsche Prinz (His Royal Slyness)
- 1920: Entgeisterte Gespenster (Haunted Spooks)
- 1920: An Eastern Westerner
- 1920: Höhenrausch (High and Dizzy)
- 1920: Der Autonarr (Get Out and Get Under)
- 1920: Die Nummer, bitte? (Number, Please?)
- 1921: Jetzt oder nie (Now or Never)
- 1921: High Society (Among Those Present)
- 1921: Vaterfreuden (I Do)
- 1921: Nur nicht schwach werden (Never Weaken)

### Langfilme
- 1921: Matrose wider Willen (A Sailor-Made Man)
- 1922: Großmutters Liebling (Grandma’s Boy)
- 1922: Dr. Jack (Dr. Jack)
- 1923: Ausgerechnet Wolkenkratzer! (Safety Last!)
- 1923: Lieber krank als sorgenfrei (Why Worry?)
- 1924: Mädchenscheu (Girl Shy) (auch Produzent)
- 1924: Das Wasser kocht (Hot Water) (auch Produzent)
- 1925: Der Sportstudent (The Freshman) (auch Produzent)
- 1926: Um Himmels willen (For Heaven’s Sake) (auch Produzent)
- 1927: Der kleine Bruder (The Kid Brother) (auch Produzent)
- 1928: Straßenjagd mit Speedy (Speedy) (auch Produzent)

### Tonfilme
- 1929: Harold, der Drachentöter (Welcome Danger) (auch Produzent)
- 1930: Harold, halt dich fest! (Feet First) (auch Produzent)
- 1932: Filmverrückt (Movie Crazy) (auch Produzent)
- 1934: Harold Lloyd, der Strohmann (The Cat's Paw) (auch Produzent)
- 1936: Ausgerechnet Weltmeister (The Milky Way)
- 1938: Der gejagte Professor (Professor Beware) (auch Produzent)
- 1947/50: Verrückter Mittwoch (The Sin of Harold Diddlebock / Mad Wednesday)

### Kompilationsfilme
- 1962: Harold Lloyd’s World of Comedy (auch Produzent)
- 1963: The Funny Side of Life (auch Produzent)